# Carrero (película)
Carrero es una película argentina de ficción estrenada en 2022, dirigida por Germán Basso y Fiona Lena Brown. Protagonizada por Rodrigo Varela, Carlos Castillo, Sandra Nuñez, Braian González, Aldana Jara y Matías González,  tuvo su estreno en el 23.º Buenos Aires Festival Internacional de Cine Independiente (BAFICI), donde obtuvo el Premio Estímulo al Cine Argentino y el galardón a Mejor Fotografía en la Competencia Internacional. También participó en la Semana Internacional de Cine de Valladolid (Seminci) en España y en diversos festivales nacionales e internacionales.

## Sinopsis
Ale pierde su trabajo en un supermercado y decide ayudar a un carrero del barrio acompañándolo en sus salidas a recolectar desechos en la ciudad. En ese contexto conoce a Maca, una joven que trabaja en un comedor vecinal. La relación con Maca y los nuevos vínculos alejan a Ale de su hogar, y cuando su madre intenta retenerlo, él decide formar un nuevo hogar junto a Maca en un terreno ocupado por ambos.

## Producción
La película fue rodada en el barrio Malvinas, en la periferia de la ciudad de La Plata, Argentina, con un elenco integrado por actores no profesionales provenientes de la zona. La dirección y el guion estuvieron a cargo de Germán Basso, Fiona Lena Brown, Leonardo Novak y Braian González. La banda sonora incluye composiciones originales de Magdalena Vitale Morillo, Luciana Casares, Florencia Urrutia y el grupo Peces Raros.

## Estreno y distribución
Carrero se estrenó el 22 de abril de 2022 en el BAFICI, con proyección en el Cine Gaumont de Buenos Aires. Posteriormente participó en la Semana Internacional de Cine de Valladolid (Seminci) y en festivales como el Panorama de Bahía, el Festival de Tandil, FESAALP, Festifreak y el Festival Leonardo Favio de Bolívar. En julio de 2025 fue publicada de forma gratuita en YouTube.

## Recepción
La película recibió críticas positivas de la prensa especializada. Diego Batle destacó que en Carrero «hay una honestidad brutal, una credibilidad, una autenticidad que no abundan. No se filma a sino con estos no-actores, que son pura verdad. Se los observa, se los escucha y se los deja fluir y vivir en pantalla».
Por su parte, Diego Boetti señaló que la película «apela a una impronta documental, cortesía de las problemáticas que se plantean (las tomas de terreno, la droga como paliativo escapista ubicuo), una cámara que parece conocer las particularidades del terreno tanto o más que el propio protagonista y último, pero no menos importante, el aire de verdad que transpira un elenco conformado por vecinos y vecinas del lugar, todos ellos actores no profesionales». También resaltó que el resultado es «un film duro y de indudable fineza en su confección formal, una suerte de contracara de aquel cine tosco, ‘feo’ y urgente de la primera época de José Celestino Campusano que retrata la vida de los sectores más desprotegidos evitando el regocijo y el miserabilismo».

## Premios y nominaciones
- 2022 – Buenos Aires Festival Internacional de Cine Independiente – Premio Estímulo al Cine Argentino (Competencia Internacional) – Ganador.[1]
- 2022 – Buenos Aires Festival Internacional de Cine Independiente – Mejor fotografía (Competencia Internacional) – Ganador.[1]
- 2022 – Festival Panorama de Bahía – Mejor largometraje de la competencia internacional – Ganador.
- 2022 – Festival de Tandil – Mejor largometraje – Ganador.
- 2022 – Festival de Tandil – Mejor actor (Carlos Castillo) – Ganador.
- 2022 – FESAALP – Mejor largometraje – Ganador.
- 2022 – Festifreak – Mejor actriz (Aldana Jara) – Ganador.
- 2022 – Festival Leonardo Favio de Bolívar – Mejor largometraje – Ganador.